# Kolbuszowa (gemeente)
De gemeente Kolbuszowa is een stad- en landgemeente in het Poolse woiwodschap Subkarpaten, in powiat Kolbuszowski.
De zetel van de gemeente is in Kolbuszowa.
Op 30 juni 2005 telde de gemeente 24 793 inwoners.

## Oppervlakte gegevens
In 2002 bedroeg de totale oppervlakte van gemeente Kolbuszowa 170,59 km², waarvan:
- agrarisch gebied: 68%
- bossen: 22%

De gemeente beslaat 22,04% van de totale oppervlakte van de powiat.

## Demografie
Stand op 30 juni 2004:
| Omschrijving                   | Totaal | Totaal | Vrouwen | Vrouwen | Mannen | Mannen |
| ------------------------------ | ------ | ------ | ------- | ------- | ------ | ------ |
| eenheid                        | aantal | %      | aantal  | %       | aantal | %      |
| inwoners                       | 24 448 | 100    | 12 569  | 51,4    | 11 879 | 48,6   |
| bevolkingsdichtheid (inw./km²) | 143,3  | 143,3  | 73,7    | 73,7    | 69,6   | 69,6   |

In 2002 bedroeg het gemiddelde inkomen per inwoner 1242,85 zł.

## Plaatsen
Miasto Kolbuszowa en 14 sołectwo: Bukowiec, Domatków, Kolbuszowa Dolna, Kolbuszowa Górna, Kupno, Nowa Wieś, Przedbórz, Widełka, Zarębki, Werynia, Kłapówka, Świerczów, Huta Przedborska, Poręby Kupieńskie.

## Aangrenzende gemeenten
Cmolas, Dzikowiec, Głogów Małopolski, Niwiska, Raniżów, Sędziszów Małopolski, Świlcza